# Divisioni censuarie del Manitoba
Statistics Canada divide la provincia di Manitoba in 23 divisioni censuarie che non hanno funzioni amministrative.

## Lista
- 1, Manitoba orientale, Eastman Region
- 2, Area di Steinbach, Eastman Region
- 3, Pembina Valley, Pembina Valley Region
- 4, Area di Pilot Mound, Pembina Valley Region
- 5, Westman sudoccidentale
- 6, Area di Virden, Westman
- 7, Area di Brandon, Westman
- 8, Manitoba centrale, Central Plains Region
- 9, Area di Portage la Prairie, Central Plains Region
- 10, Whitehorse Plains, Central Plains Region
- 11, Winnipeg, Winnipeg Capital Region
- 12, Area di Beausejour, Eastman Region
- 13, Area di Selkirk, Interlake Region
- 14, Interlake Region meridionale
- 15, Westman occidentale
- 16, Roblin, Russell, Area di Rossburn, Parkland Region
- 17, Dauphin, Parkland Region
- 18, Interlake Region settentrionale
- 19, Northern Region nordorientale
- 20, Swan Valley, Parkland Region
- 21, Flin Flon e Northern Region nordoccidentale
- 22, Thompson e Northern Region centro-settentrionale
- 23, Churchill e Manitoba settentrionale, Northern Region